# Harlow Hill
Harlow Hill is een gehucht in het Engelse graafschap Northumberland. Harlow Hill ligt op de lijn van de Muur van Hadrianus, op de plaats van het voormalige Milecastle 16. De militaire weg door Northumberland loopt ook langs het dorp.
Harlow Hill was oorspronkelijk een gehucht in de voormalige gemeente Ovingham.  Het werd in 1866 een zelfstandige gemeente. In 1955 werd het met andere gehuchten samengevoegd in de civil parish Stamfordham.